# Épothémont
Épothémont és un municipi francès situat al departament de l'Aube i a la regió del Gran Est. L'any 2007 tenia 163 habitants.

## Demografia

### Població
El 2007 la població de fet d'Épothémont era de 163 persones. Hi havia 68 famílies de les quals 20 eren unipersonals (8 homes vivint sols i 12 dones vivint soles), 12 parelles sense fills, 24 parelles amb fills i 12 famílies monoparentals amb fills.
La població ha evolucionat segons el següent gràfic:
Habitants censats

### Habitatges
El 2007 hi havia 77 habitatges, 66 eren l'habitatge principal de la família, 6 eren segones residències i 4 estaven desocupats. 74 eren cases i 2 eren apartaments. Dels 66 habitatges principals, 53 estaven ocupats pels seus propietaris, 12 estaven llogats i ocupats pels llogaters i 2 estaven cedits a títol gratuït; 1 tenia una cambra, 4 en tenien dues, 6 en tenien tres, 20 en tenien quatre i 36 en tenien cinc o més. 54 habitatges disposaven pel capbaix d'una plaça de pàrquing. A 25 habitatges hi havia un automòbil i a 35 n'hi havia dos o més.

### Piràmide de població
La piràmide de població per edats i sexe el 2009 era:
| Homes | Edats   | Dones |
| ----- | ------- | ----- |
| 0     | 95 o +  | 0     |
| 0     | 90 a 94 | 0     |
| 0     | 85 a 89 | 0     |
| 4     | 80 a 84 | 4     |
| 0     | 75 a 79 | 4     |
| 20    | 70 a 74 | 8     |
| 0     | 65 a 69 | 16    |
| 4     | 60 a 64 | 0     |
| 16    | 55 a 59 | 4     |
| 0     | 50 a 54 | 4     |
| 8     | 45 a 49 | 8     |
| 12    | 40 a 44 | 8     |
| 12    | 35 a 39 | 8     |
| 0     | 30 a 34 | 8     |
| 0     | 25 a 29 | 0     |
| 0     | 20 a 24 | 0     |
| 4     | 15 a 19 | 0     |
| 4     | 10 a 14 | 4     |
| 4     | 5 a 9   | 8     |
| 4     | 0 a 4   | 4     |

## Economia
El 2007 la població en edat de treballar era de 105 persones, 70 eren actives i 35 eren inactives. De les 70 persones actives 68 estaven ocupades (37 homes i 31 dones) i 2 estaven aturades (1 home i 1 dona). De les 35 persones inactives 11 estaven jubilades, 9 estaven estudiant i 15 estaven classificades com a «altres inactius».

### Ingressos
El 2009 a Épothémont hi havia 74 unitats fiscals que integraven 177 persones, la mediana anual d'ingressos fiscals per persona era de 19.444 €.

### Activitats econòmiques
Dels 8 establiments que hi havia el 2007, 1 era d'una empresa de fabricació d'altres productes industrials, 2 d'empreses de construcció, 1 d'una empresa de transport, 1 d'una empresa immobiliària, 2 d'empreses de serveis i 1 d'una empresa classificada com a «altres activitats de serveis».
Els 2 serveis als particulars que hi havia el 2009 eren fusteries.
L'any 2000 a Épothémont hi havia 5 explotacions agrícoles.

## Poblacions més properes
El següent diagrama mostra les poblacions més properes.